# Rubén Alberto Díaz
Rubén Alberto Díaz (nacido en Río Cuarto el 5 de septiembre de 1953) es un exfutbolista argentino. Se desempeñaba como delantero y su primer club fue Estudiantes de Río Cuarto.

## Carrera
Integró desde edad temprana el primer equipo del Estudiantes del Imperio cordobés, coronándose en tres ocasiones en la Liga Regional de Fútbol de Río Cuarto: 1971, 1973 y 1974. Sus buenas actuaciones atrajeron el interés de Boca Juniors, club que lo contrató en 1976.
Luego de un paso por Racing de Córdoba, recaló en Rosario Central en 1979. Formó parte de la llamada Sinfónica, equipo dirigido por Ángel Tulio Zof y que se destacó por su alto nivel de juego, llegando a semifinales tanto en el Metropolitano como en el Nacional. Dejó el club a mediados de 1980, habiendo vestido la casaca auriazul en 42 ocasiones y marcado 6 goles.
Prosiguió su carrera en el extranjero: entre 1981 y 1982 jugó en Deportes Quindío de Colombia, mientras que en los dos años siguientes lo hizo en Ecuador (Barcelona Sporting Club en 1983 y Emelec en 1984).

## Clubes
| Club                      | País      | Año       |
| ------------------------- | --------- | --------- |
| Estudiantes de Río Cuarto | Argentina | 1971-1975 |
| Boca Juniors              | Argentina | 1976      |
| Deportivo Municipal       | Perú      | 1977      |
| Racing de Córdoba         | Argentina | 1978      |
| Rosario Central           | Argentina | 1979-1980 |
| Deportes Quindío          | Colombia  | 1981-1982 |
| Barcelona Sporting Club   | Ecuador   | 1983      |
| Emelec                    | Ecuador   | 1984      |

## Palmarés
| Equipo                    | País      | Título                                | Año  |
| ------------------------- | --------- | ------------------------------------- | ---- |
| Estudiantes de Río Cuarto | Argentina | Liga Regional de Fútbol de Río Cuarto | 1971 |
| Estudiantes de Río Cuarto | Argentina | Liga Regional de Fútbol de Río Cuarto | 1973 |
| Estudiantes de Río Cuarto | Argentina | Liga Regional de Fútbol de Río Cuarto | 1974 |